# شكور كندي
شكور كندي هي قرية في مقاطعة مياندوآب، إيران. يقدر عدد سكانها بـ 425 نسمة بحسب إحصاء 2016.